# فنسنت دوريل
فنسنت دوريل (بالفرنسية: Vincent Dorel)‏ هو لاعب كرة قدم فرنسي في مركز حراسة المرمى، ولد في 21 مارس 1992 في رين في فرنسا. لعب مع نادي بليموث أرجايل.

## وصلات خارجية
- فنسنت دوريل على موقع قاعدة بيانات كرة القدم.إي يو (الإنجليزية)
- فنسنت دوريل على موقع Soccerbase.com (لاعب) (الإنجليزية)
- فنسنت دوريل على موقع Soccerway.com (الإنجليزية)